# Creu del Camí de Gràcia
La Creu del Camí de Gràcia és una creu de terme de Llucmajor, Mallorca, situada quasi al final del camí de Llucmajor al Santuari de Nostra Senyora de Gràcia. Fou bastida l'any 1910 i està composta per una base tronco-piramidal i la creu llatina coronada, de secció quadrifoliada, de braços rectes amb terminacions en medallons quadrifoliats sense decoració interior. L'alçada és d'1,80 m. Fou bastida per substituir una de més antiga que s'hauria fet malbé.